# Heikki Lehmusto
Heikki Heikinpoika Lehmusto (Porvoo, Uusimaa de l'Est, 30 d'agost de 1884 – Turku, 22 de setembre de 1948) va ser un gimnasta finlandès que va competir durant els primers anys del segle xx.
El 1908 va prendre part en els Jocs Olímpics de Londres, on va guanyar la medalla de bronze en la prova del concurs complet per equips.